# 1. Ravensberger SC
Der 1. Ravensberger SC (offiziell: 1. Ravensberger Squash Club e. V.) ist ein Squashverein aus Halle (Westf.) im Kreis Gütersloh. 

## Geschichte
Der Verein wurde am 29. September 1982 als Abteilung des Borgholzhausener Vereins TuS Solbad Ravensberg gegründet. Im Januar 1993 zog der Verein in den Sportpark Halle um. Im Januar 2002 spaltete sich die Squashabteilung vom Stammverein ab und trat fortan an eigenständiger Verein auf. Ab September 2002 wurde der Vereinsname um Gerry Weber Rackets ergänzt, nachdem das Modeunternehmen Gerry Weber als Sponsor eingestiegen war. Einen Monat später meldeten die Gerry Weber Rackets eine Mannschaft in der 1. Bundesliga. Mehrere Spielerinnen sowie der Trainer Peter Langhammer und Manager Rolf-Dietmar Witt wechselten von den Play Off Rackets Herford nach Halle. Gleich in der ersten Saison wurde die Mannschaft nur aufgrund der schlechteren Satzdifferenz deutscher Vizemeister hinter den Court-Wiesel Bonn/Mülheim. Im Jahre 2004 wurde die Mannschaft aus der Bundesliga zurückgezogen. Im Jahre 2008 stieg die Männermannschaft in die Regionalliga auf. Im Oktober 2019 nahm der Verein wieder seinen ursprünglichen Namen 1. Ravensberger SC an.

## Erfolge
- Deutscher Vizemeister der Frauen: 2003